# 博爾希夫卡 (泰奧菲波爾市鎮)
49°44′57″N 26°32′21″E / 49.74917°N 26.53917°E
博爾什奇夫卡（烏克蘭語：Борщівка）是位於烏克蘭西部的村莊，由赫梅利尼茨基州裡赫梅利尼茨基區的泰奧菲波爾市鎮負責管轄。該村始建於1579年，面積0.94平方公里，海拔高度305米，2001年人口303，人口密度每平方公里283.6人。